# اسپرس (سرده)

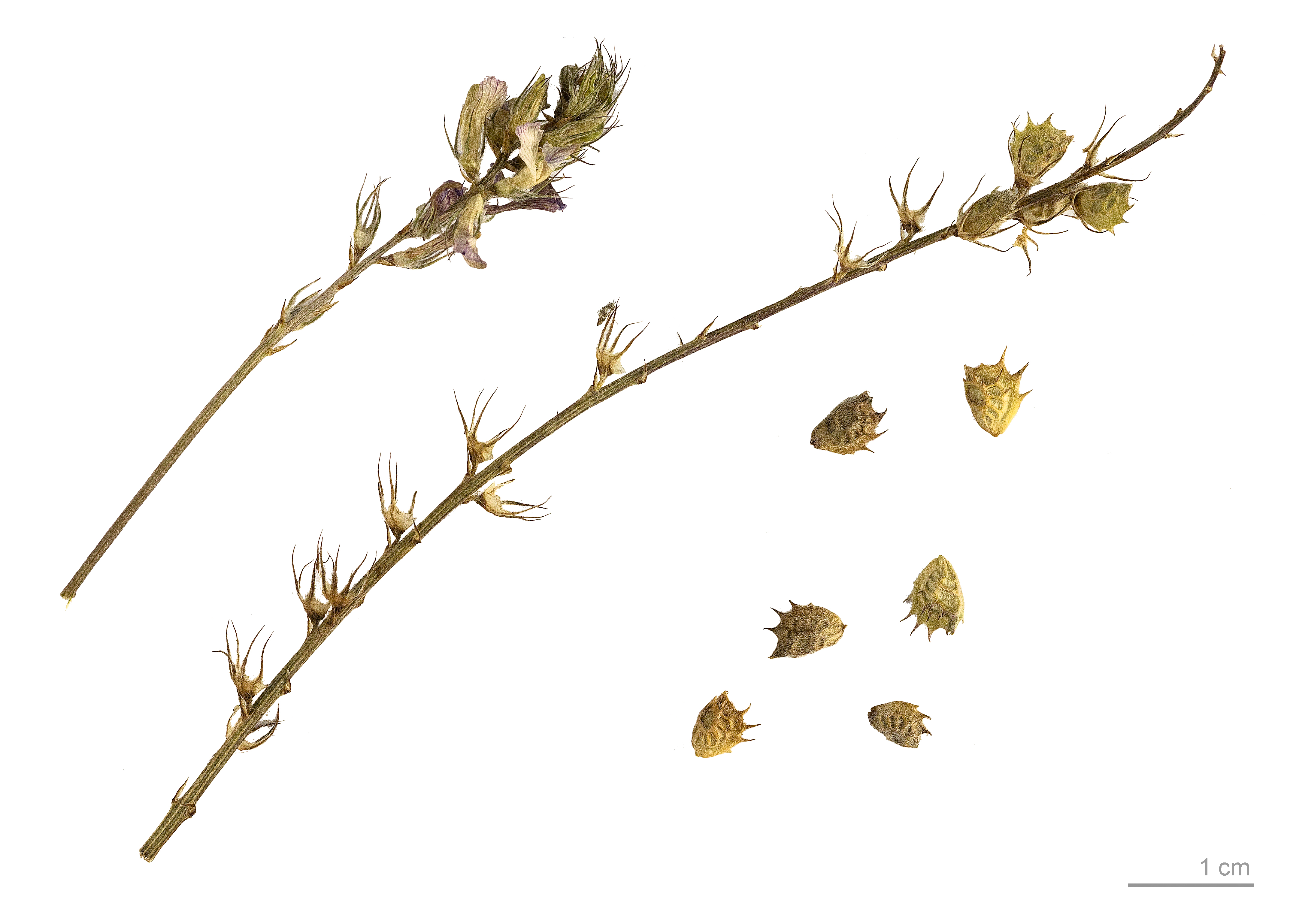
Onobrychis sativa

اسپرس سرده‌ای از گیاهان علفی اورآسیایی است. از سرده‌ی اسپرس در ایران ۵۶ گونه گیاه علفی یک‌ساله و چندساله می‌روید که دارای ارزش چراگاهی بسیار زیاد است. ۲۷ گونه از آن ویژهٔ ایران است. در اروپا ۲۳ گونه از اسپرس یافت شده‌است.
اسپرس (با نام علمی: Onobrychis sativa) گیاهی است از تیره Leguminosae زیر تیره باقلائیان و قبیله Hedysareae و جنسOnobrychis که دارای مقاومت چندین صد ساله در کشور می‌باشد. در گزارش‌های مختلف تعداد ۵۰ الی ۷۰ گونه از این جنس را در ایران گزارش نموده‌اند که در بین این‌گونه‌ها گونه D.viciifoliae از نظر خصوصیات زراعی مطلوب‌ترین بوده و عموماً منظور از اسپرس این‌گونه می‌باشد.
در ایران در شهرستان فریدن اصفهان و استان مرکزی و قم به آن گل اِنگار یا گُرانگار نیز گفته می‌شود.

## گیاه‌شناسی
اسپرس گیاهی است چند ساله بدون تیغ که دارای ریشه عمیق به قطر یک متر تا پنج سانتی‌متر و عمق چند متر با انشعابات جانبی بسیار (تقریباً دو برابر یونجه) می‌باشد. ساقه‌های این گیاه قائم، تو خالی با ارتفاع حدود یک متر که از قسمت طوقه برخاسته‌است. برگ‌های اسپرس شانه‌ای متقابل که معمولاً دارای ۷ تا۱۰جفت برگچه به شکل بیضی می‌باشند.
اسپرس دارای گل آذین خوشه‌ای منفرد و قائم به طول ۱۰ تا ۱۵ سانتی‌متر که واجد دست کم ده گل صورتی یا سرخابی با رگه‌های قدری تیره‌است. هر گل آذین دارای پنج گلبرگ شامل ۲ بال، ناو و یک درفش می‌باشد که اندام نر و ماده گیاه در داخل دو گلبرگ ناو بوده و با اندک فشار به این گلبرگ‌ها آزاد می‌شوند. میوه این گیاه به صورت غلافی تا شکوفا به شکل عدس سطح خارجی آن مشبک و بر جسته می‌باشد. درون هر غلاف یک دانه منفرد قلوه‌ای شکل، با سطح صاف به رنگ قهوه‌ای، زیتونی روشن یا تیره به طول ۳ میلی‌متر که ناف آن در میانه مقعر می‌باشد.

## امتیازات اسپرس
امتیازات این گیاه را می‌توان در موارد مختلفی جستجو نمود که از آن جمله می‌توانیم به موارد زیر اشاره نمائیم: عدم ایجاد نفخ در دام که به همین دلیل به عنوان یک گیاه علوفه‌ای برای ایجاد چراگاه ایدئال می‌باشد.
مقاومت به آفاتی نظیر سر خرطومی ساقه، برگ و ریشه یونجه باعث گردیده که در بعضی از مناطق دنیا از جمله آمریکا به علت حمله شدید آفات مذکور در غرب این کشور از این گیاه به عنوان یک گیاه مقاوم استفاده شود.
مقاومت به سرما از جمله مواردی است که باعث شده تا اسپرس در پاییز به مدت طولانی‌تر از یونجه به رشد خود ادامه بدهد و در بهار زود تر فعالیت رویشی خود را آغاز نماید. موضوع اخیر در بررسی‌های مشاهده‌ای در مناطق سردسیر کشور رویت گردید.
بهبود کیفیت فیزیکی و شیمیایی خاک را باعث می‌گردد چون از طرفی به دلیل داشتن ریشه‌های عمیق باعث شکسته شدن لایه‌های نفوذ ناپذیر زیرین خاک و از طرفی دیگر به دلیل غدد تثبیت ازت، باروری خاک را باعث می‌شود. ضمناً به علت داشتن همین ریشه‌های عمیق و قدرت استقرار بالا، جهت جلوگیری از فرسایش آبی و بادی خاک در شیب‌های تند قابل استفاده‌است.
جذابیت گل‌های این گیاه برای زنبور عسل باعث شده تا در افزایش تولید عسل زنبور داران در مناطق زنبور داری از این گیاه استفاده شود.

## تهیه زمین و کاشت اسپرس

### نوع خاک
اسپرس در اراضی آهکی و خشک و نسبتاً سبک به خوبی رشد می‌کند و بر عکس در زمین‌ها زهدار که دارای سفره زیر زمینی بالا و اراضی شور و اسیدی محصول چندان خوبی تولید نمی‌کند. به‌طور کلی نباید اسپرس و یونجه را از نظر تناسب استفاده در یک منطقه با یکدیگر مقایسه نمود و معمولاً در مناطق مناسب برای یونجه کمتر به کشت اسپرس مبادرت می‌شود.

### زمان کاشت
مناطق مهم کشت و کار اسپرس در ایران: اردبیل، کردستان، شهر کرد، آذربایجان شرقی و غربی، اصفهان، دماوند و فیروزکوه، قزوین، زنجان، طالقان و بعضی دیگر از مناطق سردسیری کشور می‌باشد و در تمامی مناطق فوق الاشاره به علت مقاومت گیاهچه به سرما می‌توان این گیاه را به صورت پاییزه و بهاره کشت نمود البته در ایتن ارتباط بهتر است در پاییز قبل از فرارسیدن سرمای زمستانه و یخبندان گیاه به مرحله ۲ تا ۳ برگی رسیده باشد و در بهار احتمال یخبندان زمین وجود نداشته باشد.

### میزان بذر مصرفی
به‌طور کلی صورت رعایت نحوه و تاریخ کاشت میزان بذر مورد نیاز برای کاشت در دامنه ۳۰ تا ۵۰ کیلوگرم در هکتار می‌باشد که مقدار دقیق توصیه شده به کیفیت بذر و شرایط میکرو و ماکرو کلیمایی بر می‌گردد.

### کوددهی
در رابطه با نیاز کودی اسپرس ذکر این مسئله ضروری است که این گیاه به دلیل داشتن غدد تثبیت در ریشه‌های فرعی خود توانایی استفاده از ازت آزاد هوا را دارد و به همین دلیل بعد از رشد و توسعه کامل ریشه و شرایط مناسب برای فعالیت غده‌های ریزوبیوم نیاز به تأمین ازت از طریق کود ازته متصور نیست ولی در سال اول کاشت به دلیل عدم تکامل ریشه‌ها و غدد مذکور نیاز به حدود ۱۵۰ تا ۲۰۰ کیلوگرم در هکتار اوره همزمان با کاشت و ۲۰۰ تا ۲۵۰ کیلوگرم در هکتار فسفات آمونیوم قبل از کاشت می‌باشد.

#### کنترل علف هرز
برای کنترل علف هرز پهن برگ و نازک برگ یکساله مزرعه اسپرس بهتر است در سال اول. چین اول زود تر از موعد تعیین شده برای برداشت اسپرس انجام شود. ترجیحاً بایستی این برداشت زمانی انجام شود که علف‌های هرز تولید بذر ننموده باشند و برای کنترل علف‌های هرز چند ساله به طریق مکانیکی عمل می‌شود و در اینمورد استفاده از کولتیواتور در فاصله بین ردیف‌ها مؤثر می‌باشد.
از آنجا که اسپرس در دام ایجاد نفخ نمی‌کند امکان استفاده گیاه در چراگاه‌ها و مراتع می‌باشد و برای اینکه به دوام و قدرت رشد بعدی گیاه لطمه وارد نشود دام را در مرحله تولید جوانه گل و ارتفاع ۲۰ سانتی‌متری در مزرعه رها نمائیم.

## گونه‌ها
- اسپرس درخشان
- اسپرس زرد
- اسپرس طناز
- اسپرس ونوسا
- اسپرس پابلند